# Cyrtomaia smithi
Cyrtomaia smithi är en kräftdjursart som beskrevs av M. J. Rathbun 1893. Cyrtomaia smithi ingår i släktet Cyrtomaia och familjen Inachidae. Inga underarter finns listade i Catalogue of Life.